# Route nationale 15 (Portugal)
Pour les articles homonymes, voir Route nationale 15.
La route nationale 15 (en portugais : Estrada Nacional nº15) ou EN 15 est une route nationale qui fait partie du réseau national de routes du Portugal. 
Elle fait le trajet entre Porto et Bragance. 

## Description
Une partie des tronçons, entre Murça et Bragança, dans le district de Bragance a été municipalisée et la route y est désormais nommée M 15. 
Le tronçon entre Pópulo et Murça a également été déclassifié et fait désormais partie de l'ER15.
Le tronçon qui traverse Serra do Marão et Vila Real - Pópulo a été déclassifié et est désormais une route à usage local.

## Tracé
| Km   | Villes           | Carte interactive |
| ---- | ---------------- | ----------------- |
| 0 km | Porto            |                   |
| km   | Valongo          |                   |
| km   | Baltar           |                   |
| km   | Paredes          |                   |
| km   | Penafiel         |                   |
| km   | Amarante         |                   |
| km   | Campeã           |                   |
| km   | Parada de Cunhos |                   |
| km   | Vila Real        |                   |
| km   | Murça            |                   |
| km   | Bragance         |                   |